# Felix Uyttenbroeck
Felix Uyttenbroeck (11 februari 1928 - Leuven, 28 september 2019) was een Belgische atleet, die gespecialiseerd was in het hink-stap-springen. Hij veroverde twee Belgische titels.

## Biografie
Uyttenbroeck veroverde in 1956 en 1957 twee opeenvolgende Belgische titels in het hink-stap-springen. Hij was aangesloten bij Sporting Club Anderlecht.

## Belgische kampioenschappen
| Onderdeel          | Jaar       |
| ------------------ | ---------- |
| hink-stap-springen | 1956, 1957 |

## Persoonlijk record
| Onderdeel          | Prestatie | Datum           | Plaats  |
| ------------------ | --------- | --------------- | ------- |
| hink-stap-springen | 14,02 m   | 5 augustus 1956 | Brussel |

## Palmares
hink-stap-springen
- 1956:  BK AC – 14,02 m
- 1957:  BK AC – 13,68 m